# San Pedro, Joquicingo
San Pedro är ett samhälle i kommunen Joquicingo i delstaten Mexiko i Mexiko, beläget på berget Cerro las Rosas. Samhället är sammanvuxet med Techuchulco de Allende men har av logistiska skäl en egen postkod och betraktas av INEGI, Mexikos folkräkningsinstitution, som en egen ort. San Pedro hade 274 invånare vid folkräkningen år 2010.